# 25 Dywizja Strzelców (RFSRR)
25 Dywizja Strzelców – związek taktyczny piechoty Armii Czerwonej okresu wojny domowej w Rosji i wojny polsko-bolszewickiej.

## Formowanie i walki
25 Dywizja Strzelców sformowana została latem 1918 w Nikołajewsku. Początkowo jako 1 Nikołajewska Dywizja Piechoty, a od 25 września jako 1 Samarska Dywizja Piechoty. Od 19 listopada przemianowana na 25 Dywizję Strzelców. Walczyła w składzie 4, 1, następnie 5 Armii między innymi pod Samarą, Ufą, Uralskiem. W maju 1920 w składzie 12 Armii na Froncie Południowo-Zachodnim. W składzie Grupy Golikowa sforsowała Dniepr i pokonała oddziały polskie pod Hornostajpolem. Pod Borodzianką nie zdołała zatrzymać odwrotu 1 Dywizji Piechoty Legionów i poniosła wysokie straty. W sierpniu walczyła pod Kowlem, a  pod Dorohuskiem na krótko przełamała obronę polskiej 7 Dywizji Piechoty, choć później została odrzucona na pozycje wyjściowe. Podczas odwrotu Armii Czerwonej walczyła na Wołyniu i Białorusi. Po podpisaniu rozejmu z Polską brała udział w walkach z oddziałami gen. Bułaka-Bałachowicza.

## Struktura organizacyjna
Skład na dzień 12 lipca 1920:
- dowództwo dywizji
- 73 Brygada Strzelców
  - 217 pułk strzelców
  - 218 pułk strzelców
  - 219 pułk strzelców
  - 1 szwadron kawalerii
  - 1 dywizjon artylerii polowej
- 74 Brygada Strzelców
  - 220 pułk strzelców
  - 221 pułk strzelców
  - 222 pułk strzelców
  - 2 szwadron kawalerii
  - 3 dywizjon artylerii polowej
- 75 Brygada Strzelców
  - 223 pułk strzelców
  - 224 pułk strzelców
  - 225 pułk strzelców
- 1 pułk Kozaków Uralskich

## Dowódcy dywizji
- Siergiej P. Zacharow (6.08—29.11.1918);
- Gaspar Woskanow (29.11.1918—5.02.1919);
- Siergiej P. Zacharow (5.02.1919—26.02.1919);
- Michaił Wielikanow (26.02—12.03.1919);
- F. Ługowienko (cz.p.o., 12.03—9.04.1919);
- Wasilij Czapajew (9.04.1919—5.09.1919, poległ w walce);
- Iwan Kutiakow (6.09.1919 do 24.09.1920)[3];
- Gaspar Woskanow (24.09—8.10.1919);
- Iwan Kutiakow (8.10.1919—30.06.1920);
- Aleksiej Karpowicz Riazancew (cz.p.o., 30.06—18.07.1920);
- Boris Tal (cz.p.o., 18.07—4.08.1920);
- Aleksandr Bachtin (4.08.1920 - 24.09.1920);
- W. Pawłowski (24.09.1920—9.05.1921);
- Żan Zonberg (08.1922—06.1924)[4].